# Момот Сергій Васильович
Мо́мот Сергі́й Васи́льович (нар. 14 травня 1963, м. Донецьк) — кандидат економічних наук, член Партії регіонів; ВР України, член фракції Партії регіонів (з 11.2007), член Комітету з питань екологічної політики, природокористування та ліквідації наслідків Чорнобильської катастрофи (з 12.2007).

## Життєпис
Народився 14 травня 1963 (м.Донецьк); українець; дружина Заліна Зауріївна (1963) — приватний підприємець; донька Анастасія (1986) — студентка. Володіє англійською мовою. Захоплення: футбол.
Освіта: Донецький політехнічний інститут (1985), гірн. інженер-будівельник, «Будівництво підземних споруд і шахт»; Донецька державна академія управління, факультет післядипломної освіти (1999), економіст-менеджер; кандидатська дисертація «Формування стратегії розвитку експортного потенціалу металургійних підприємств» (інститут економіки промисловості НАН України, 2004).
Народний депутат України 5-го скликання 04.2006-11.07 від Партії регіонів, № 57 в списку. На час виборів: президент АТ «ДАНКО», член ПР. член Комітету з питань національної безпеки і оборони (з 07.2006), член фракції Партії регіонів (з 05.2006).
Народний депутат України 6-го скликання з 11.2007 від Партії регіонів, № 57 в списку. На час виборів: народний депутат України, член ПР.
З 08.1985 — гірничий майстер, з 1988 — змінний інженер 4-го шахтопрохідницького будівельного управління, трест «Донецькшахтопрохідка». З 01.1990 — виконроб госпрозрахункової дільниці «Стандарт», «Донбасканалбуд». З 08.1990 — виконроб, Спільне рад.-нім. підприємство «WEBA». З 10.1990 — експерт відділу маркетингу, з 05.1992 — пров. експерт служби маркетингу, Спільне радянсько-німецьке підприємство «Інтеркомп'ютер». З 08.1994 — заступник директора, ПП «Трейдинг та Консалтинг». З 01.1995 — віце-президент, з 05.1996 — в.о. президента, 01.1997-04.06 — президент, АТЗТ "Донецьке акціонерне науково-комерційне товариство «ДАНКО»
Член УСПП, Донецької асоціації керівників промислових підприємств. Член ради сприяння журналів «Меркурий», «Все». 1-й віце-президент Федерації шахів України (з 06.2002), президент Донецького обласного шахового клубу ім. О. Момота. Член міжнародного клубу «Лідери XXI століття». Академік АЕНУ, Східноукраїнської академії бізнесу.

## Нагороди
- Лауреат Державної премії України в галузі науки і техніки (2002).
- Медаль «За труд і доблесть» (2002)
- Лауреат рейтингу «Золота Фортуна» (2000)
- «Кришталевий ріг достатку» (1999)
- Лауреат регіональної нагороди «Золотий Скіф» (1997, 1999)
- Орден «Золотий Меркурій» (1999)
- Медаль «За ефективне управління» Міжнародної кадрової академії (1999)
- Орден «Золотий ягуар» (2000)
- Міжнародна нагорода «Лавровий вінок Слави» (2000)
- Орден «Слава на вірність Вітчизні» III ст. (2000)
- Орден «За трудові досягнення» IV ст. (2000)
- Хрест пошани «За духовне відродження» (2001)
- Лауреат програми «Людина року» в номінації «Промисловець року» (2001)
- Орден Святого Рівноапостольного князя Володимира Великого II ст. (2002).